# Podzamcze (Ciechanów)
Podzamcze – północna część miasta Ciechanowa w Polsce, w województwie mazowieckiem, w powiecie ciechanowskim. Rozpościera się w rejonie ronda Meudon.
W pobliżu znajduje się Zamek w Ciechanowie.